# 九华山佛学院
九华山佛学院位于地藏菩萨道场九华山，学院位于九华山风景区大愿文化园北侧。

## 历史
九华山佛学院于1990年7月经安徽省宗教局批准、在国家宗教局和中国佛教协会备案后由九华山佛教协会于甘露寺开办，首任院长为仁德大和尚。佛学院前身为1985年九华山佛教会创办的僧伽培训班。
2016年，院址由甘露寺迁往大愿文化园内的新院址。